# Robert A. McDonald

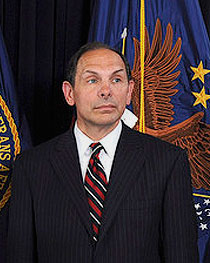
Robert A. McDonald

Robert A. „Bob“ McDonald (* 20. Juni 1953 in Gary, Indiana) ist ein US-amerikanischer Manager und Politiker, der in der Zeit vom 30. Juli 2014 bis zum 20. Januar 2017 das Amt des Kriegsveteranenministers der Vereinigten Staaten im Kabinett von Barack Obama bekleidete.

## Leben
Robert McDonald graduierte 1975 an der United States Military Academy in West Point. Danach diente er fünf Jahre lang, zuletzt als Captain, in der United States Army, vorwiegend in der 82. Airborne Division. 1978 erwarb er einen MBA an der University of Utah. 1980 erhielt er eine Anstellung bei Procter & Gamble. Von 2009 bis 2013 war er als Nachfolger von Alan G. Lafley Chairman, CEO und Präsident des Unternehmens, bis Lafley diesen Posten im Juni 2013 erneut übernahm.
Nach dem Rücktritt von US-Veteranenminister Eric K. Shinseki wurde Robert McDonald am 7. Juli 2014 von Präsident Barack Obama als dessen Nachfolger nominiert. Der Senatsausschuss für Veteranenangelegenheiten bestätigte die Berufung ohne Gegenstimme; am 29. Juli 2014 votierte auch der komplette Senat mit 97:0 für ihn, woraufhin er sein Amt am Tag darauf antreten konnte.
McDonald ist verheiratet und hat zwei Kinder.